# Põlde
Põlde é uma cidade na Estónia. Põlde é localizado no município de Mulgi vald e Viljandimaa, no sul do país, e 150 km ao sul da capital Tallinn. O comprimento de Põlde é de 70 metros acima do nível do mar, e tem cerca de 225 habitantes.
O terreno em torno de Põlde. O ponto mais alto em torno dele tem uma superfície de 97 metros, 1,9 km ao sul de Põlde. A área em torno de Põlde tem uma população pequena, com 10 pessoas por quilômetro quadrado. A cidade grande mais próxima, é Abja-Paluoja, 4,3 km a oeste de Põlde. Na região em torno de Põlde, tem lagos extremamente comuns.
As plantas ao redor de Põlde com quase todos na floresta mista. O clima do continente. A temperatura média de 3 °C. O mês mais quente é julho, com 16 °C, e o mês mais frio foi fevereiro, a -10 °C.